# Хапоэль Кафр Касем Шуаа
«Хапоэль Кафр-Касем Шуаа» — израильский футбольный клуб из города Кафр-Касем. Выступает в первой северной лиге Бет.

## История
Клуб был основан в 2006 году и провел восемь сезонов в Лиге Гимель, низшем уровне израильского футбола, вплоть до сезона 2013-14, когда клуб выиграл дивизион Лиги Гимель и был переведен в Лигу Бет.
Клуб завершил свой первый сезон в Лиге Бет на третьем месте в дивизионе Юг А и вышел в плей-офф повышения, где проиграл в первом раунде Хапоэлю Кирьят по пенальти.

## Достижения
Лига Гимель:

 Сезон: 2006/2007
Кубок:

 Сезон 2013/2014